# ورزشگاه مصطفی کمال
ورزشگاه مصطفی کمال (به لاتین: Bir Sherestha Shaheed Shipahi Mostafa Kamal Stadium) یک ورزشگاه در بنگلادش است که در داکا واقع شده‌است.